# Callistethus boettcheri
Callistethus boettcheri är en skalbaggsart som beskrevs av Ohaus 1914. Callistethus boettcheri ingår i släktet Callistethus och familjen Rutelidae. Inga underarter finns listade.